# Maria-Eich-Kapelle (Mühldorf am Inn)

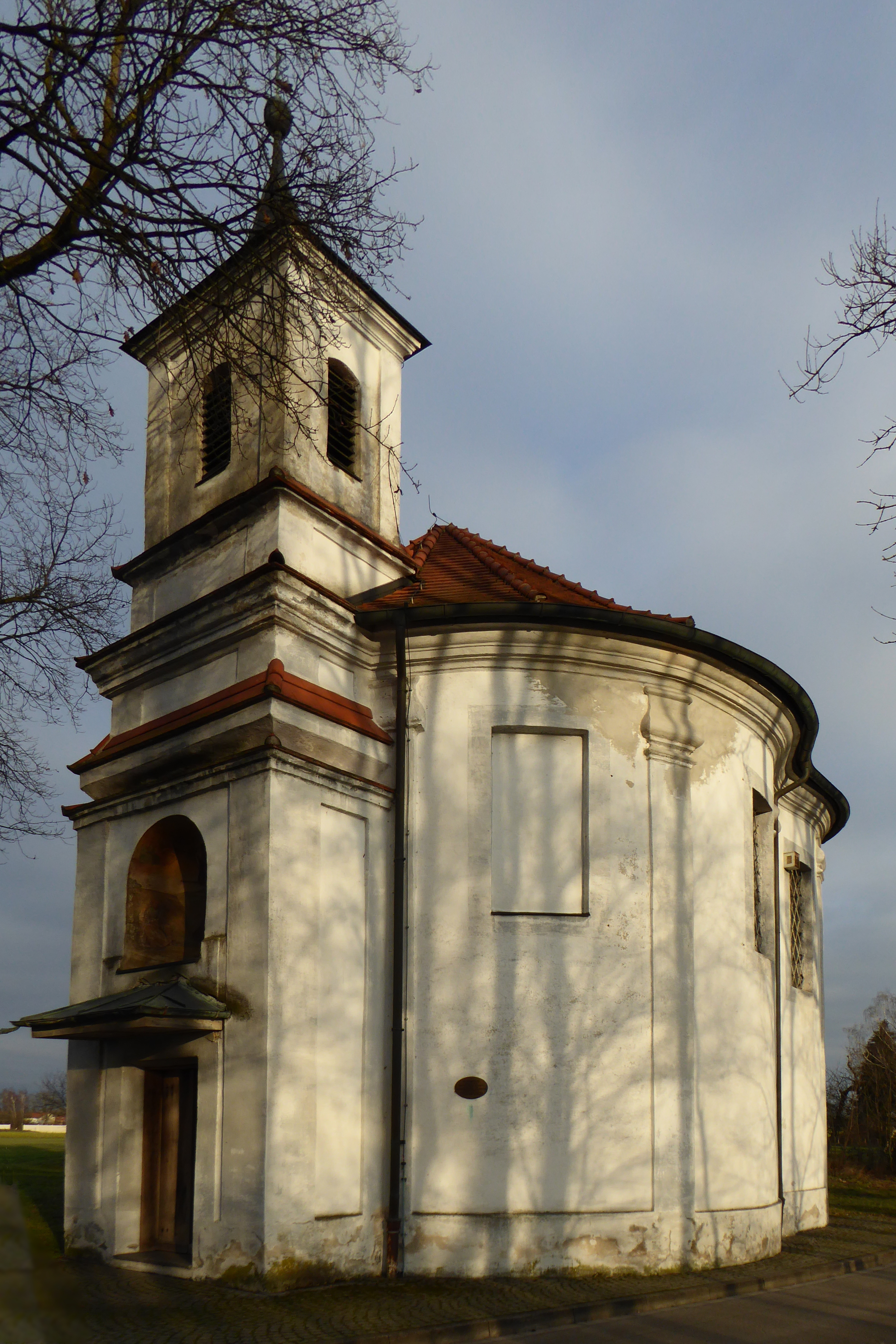
Maria-Eich-Kapelle in Mühldorf am Inn

Die katholische Maria-Eich-Kapelle in Mühldorf am Inn, einer Stadt im oberbayerischen Landkreis Mühldorf am Inn, wurde 1698/99 von Cristophorus Zuccalli errichtet. Die Kapelle in der Nähe der Eichkapellenstraße ist ein geschütztes Baudenkmal. 
Der barocke Zentralbau als Dreikonchenanlage mit Westturm ist eine Votivkirche östlich der Stadt auf dem Innhochufer. Der ovale Raum wird innen und außen durch Pilaster gegliedert. Die Kuppel steht über Gurten und Stichkappen. Der eingezogene Chor hat einen halbrunden Schluss. 
Im Inneren ist das Vesperbild ausgestellt.